# Moolgarda perusii
Moolgarda perusii és una espècie de peix de la família dels mugílids i de l'ordre dels mugiliformes.

## Morfologia
- Els mascles poden assolir 25 cm de longitud total.[4][5]

## Reproducció
És ovípar i els ous pelàgics.

## Hàbitat
És un peix de clima tropical i associat als esculls de corall.

## Distribució geogràfica
Es troba des d'Àfrica fins a les Illes Mariannes.

## Observacions
És inofensiu per als humans.